# Гарі Вілсон (снукерист)
Гарі (Гері) Вілсон (англ. Gary Wilson нар. 11 серпня 1985) — професійний снукерист з Англії.
Із юності Гарі демонстрував гарні здібності до гри в снукер, виграв чемпіонат світу 2004 року серед гравців до 21 року. У тому самому році він став професіоналом, але у 2006 році він вилетів із Мейнтуру і відновив свій статус професіонала лише в 2013 році. Вілсон відомий як плідний брейкбілдер - за свою кар'єру (на 18 грудня 2023 року) зробив більше 200 сотенних серій, 4 з яких стали максимальними (147 очок). Виграв 2022 Scottish Open, а також був фіналістом на China Open 2015 та British Open 2021. Він також дійшов до півфіналу на Чемпіонаті світу 2019 року як учасник кваліфікації.

## Віхи кар'єри
2004 рік. Виграє титул чемпіона світу серед гравців до 21 року.
2015 рік. Виходить у свій перший рейтинговий фінал на China Open у Пекіні. Перемагає Баррі Гокінса і Діна Джуньху, перш ніж програти 2-10 Марку Селбі.
2017 рік. Робить другий офіційний максимальний брейк (147 очок) під час кваліфікації Чемпіонату світу. Дебютує в Крусіблі, де одразу поступається Ронні О’Саллівану.
2019 рік. Виходить до півфіналу Чемпіонату світу, вигравши три відбіркові матчі. У основному раунді перемагає Луку Бреселя, Марка Селбі та Алі Картера, але потім програє Джадду Трампу з рахунком 11-17.
2021 рік. Робить третій і четвертий офіційні брейки в 147 очок у своїй кар’єрі. Доходить до другого рейтингового фіналу в своїй кар’єрі на British Open, але програє Марку Вільямсу з рахунком 4-6.
2022 рік. Виграє перший рейтинговий титул на Scotish Open. У фіналі переміг Джо О'Коннора з рахунком 9-2.
2023 рік. Захищає свій титул на Scotish Open, у фіналі переміг Ноппона Саєнгкхама з рахунком 9-5.
2024 рік. На турнірі Welsh Open робить свій 5-й максимальний брейк у півфіналі проти Джона Гіггінса та в підсумку виграє свій третій рейтинговий титул, обігравши в фіналі Мартіна О'Доннела 9-4.